# Ganelius
Ganelius – rodzaj chrząszczy z rodziny jelonkowatych i plemienia Nigidiini.

## Występowanie
Wszystkie należące tu gatunki są endemitami Madagaskaru.

## Systematyka
Opisano dotąd 4 gatunki z tego rodzaju:
- Ganelius madagascariensis (Laporte de Castelnau, 1840)
- Ganelius nageli (Kriesche, 1926)
- Ganelius oberndorferi (Nonfried, 1892)
- Ganelius passaliformis Benesh, 1943